# 권명광
권명광(1942년 7월 27일 ~ 2021년 4월 6일)은 대한민국의 1세대 디자이너였다.

## 약력
- 1965년 홍익대학교 공예학부 도안과 졸업
- 1973-2006년 홍익대학교 미술대학 시각디자인과 교수
- 1981-2006년 홍익대학교 산업미술대학원장, 영상대학원장, 미술대학원장, 광고홍보대학원장
- 1974년 홍익대학교 대학원 시각디자인과 석사 졸업
- 1974년 일본 오사카예술대학 하기 대학 수료
- 1982년 미국 LOMALINDA대학교 교환 교수
- 2002년 상명대학교 1호 명예철학 박사(PHD)
- 2003-2006년 홍익대학교 수석부총장
- 2006-2009년 홍익대학교 제15대 총장
- 2009년-현 홍익대학교 명예교수 / 상명대학교 디자인대학 석좌교수

## 저서
- 1983년 근대디자인사(미진사)
- 1984년 바우하우스(미진사)
- 1996년 디지털 이미지 크리에이션(조형사)
- 2002년 권명광 디자인 40년(시공사)
- 2003년 그래픽 디자인이란 무엇인가(조형사)
- 2003년 광고 커뮤니케이션과 기호학(문학과경계사)
- 2009년 권명광(안그라픽스)

## 수상
- 1968년 대한민국산업디자인전람회 대통령상 수상(산업자원부)
- 2001년 황조근정훈장 수훈(디자인공로상, 산업자원부)
- 2004년 한국광고대회 KAA 광고 공로상 수상(한국광고주협회)
- 2007년 청조근정훈장 수훈(교육공로, 행정자치부)
- 2009년 5.16민족상 수상(사회교육부문)
- 2010년 대한민국미술인상 디자인 부문 본상
- 2013년 디자이너 명예의 전당 헌액

## 디자인 관련단체
- 1980-1982년 한국시각디자이너협회(KSVD) 회장
- 1985-1988년 한국그래픽디자이너협회(KOGDA) 회장
- 1989-1992년 홍익시각디자이너협회(HIVDA) 회장
- 1991-1994년 한국산업디자인진흥원 이사
- 1995-1997년 사단법인 한국시각정보디자인협회(VIDAK) 회장
- 1998-2006년 한국디자인법인단체총연합회(KFDA) 회장 / 사단법인 한국광고학회(KAA) 회장 / 한국디자인학회(KSDS) 회원, 일본광고학회 정회원

## 브랜드 CI
- 롯데칠성음료 (1987년 ~ 2000년)
- 쌍용그룹 (1978년 ~ 1989년)
- 한국전력공사 (1986년 ~ 현재)
- 동화은행 (1989년 ~ 1998년)
- 농심 (1980년 ~ 1990년)
- 대웅제약 (1978년 ~ 현재)
- 문화방송 (1985년 12월 ~ 2005년 1월)
- 호암재단

## 가족 관계
- 배우자 : 김경진 (한국여류화가)
  - 자녀 : 권혁준(크레이피쉬 브랜딩 그룹 CEO/명광디자인문화재단 이사장), 권혁진 (뉴메리크 스튜디오 CEO)
  - 손주 : 권순호, 권순재, 권민서, 권순범